# ارامیس ناگلیچ
ارامیس ناگلیچ (انگلیسی: Aramis Naglić؛ زادهٔ ۲۸ اوت ۱۹۶۵) بازیکن سابق و مربی بسکتبال اهل کرواسی است.
وی در مسابقات کشوری و بین‌المللی در مجموع برندهٔ ۱ مدال نقره شده‌است.